# Пани хоруговні
Пани хоруговні — за статутами Великого князівства Литовського, світський стан шляхти, володарів повітів, які могли виставити власну хоругву у випадку війни.
Пани хоруговні — вища сходинка панської верстви (поряд із панами радними) на українських землях у складі Великого князівства Литовського та Королівства Польського. П.х. характеризувалися, як правило, давністю й знатністю роду (деякі з них заглиблювалися в період Галицько-Волинського князівства) та володіли отчинними землями, які передавались у спадщину багатьма поколіннями. П.х. не підлягали присудові повітових судів та повітовому військовому командуванню, а вирушали на військову службу, лише отримавши персональну вказівку з великокнязівської канцелярії, на чолі власних військових формувань під родинною корогвою. На відміну від боярської верстви, яка змушена була особисто виступати на службу під командуванням воєводи з чітко визначеною кількістю вершників від однієї «служби» чи «данини», П.х. могли особисто й не брати участі у військовому поході, а посилати лише своїх слуг, кількість яких у поході не була регламентованою практично до самого кінця 15 ст.